# Gran Camiño 2022
Il Gran Camiño 2022, prima edizione della corsa e valevole come prova dell'UCI Europe Tour 2022 categoria 2.1, si svolse in quattro tappe dal 24 al 27 febbraio 2022 su un percorso di 506,8 km, con partenza da O Porriño e arrivo a Sarria, in Spagna. La vittoria fu appannaggio dello spagnolo Alejandro Valverde, il quale completò il percorso in 12h35'55", alla media di 40,227 km/h, precedendo il canadese Michael Woods e l'ucraino Mark Padun.
Sul traguardo di Sarria 109 ciclisti, dei 115 partiti da O Porriño, portarono a termine la competizione.

## Tappe
| Tappa  | Data        | Percorso                            | km    | Vincitore di tappa  | Leader cl. generale |
| ------ | ----------- | ----------------------------------- | ----- | ------------------- | ------------------- |
| 1ª     | 24 febbraio | O Porriño > Vigo                    | 165   | Magnus Cort Nielsen | Magnus Cort Nielsen |
| 2ª     | 25 febbraio | Bertamiráns > Mirador de Ézaro      | 177,6 | Michael Woods       | Michael Woods       |
| 3ª     | 26 febbraio | Maceda > Luintra                    | 148,4 | Alejandro Valverde  | Michael Woods       |
| 4ª     | 27 febbraio | Sarria > Sarria (cron. individuale) | 15,8  | Mark Padun          | Alejandro Valverde  |
| Totale | Totale      | Totale                              | 506,8 |                     |                     |

## Squadre e corridori partecipanti
| N.    | Cod. | Squadra                |
| ----- | ---- | ---------------------- |
| 1-7   | ATM  | Atum General-Tavira    |
| 11-17 | MOV  | Movistar Team          |
| 21-27 | IPT  | Israel-Premier Tech    |
| 31-37 | COF  | Cofidis                |
| 41-46 | EFE  | EF Education-EasyPost  |
| 51-57 | EUS  | Euskaltel-Euskadi      |
| 61-67 | CJR  | Caja Rural-Seguros RGA |
| 71-77 | EKP  | Equipo Kern Pharma     |
| 81-87 | BBH  | Burgos-BH              |

| N.      | Cod. | Squadra                         |
| ------- | ---- | ------------------------------- |
| 91-97   | BCF  | Bardiani-CSF-Faizanè            |
| 101-107 | DRA  | Drone Hopper-Androni Giocattoli |
| 121-127 | EOK  | Eolo-Kometa Cycling Team        |
| 131-136 | HPM  | Human Powered Health            |
| 141-147 | RPB  | Rádio Popular-Paredes-Boavista  |
| 151-157 | EFL  | Efapel Cycling                  |
| 161-167 | MAN  | Manuela Fundación Continental   |
| 171-177 | W52  | W52/FC Porto                    |

## Dettagli delle tappe

### 1ª tappa
- 24 febbraio: O Porriño > Vigo – 165 km

Risultati
| Pos. | Corridore           | Squadra  | Tempo    |
| ---- | ------------------- | -------- | -------- |
| 1    | Magnus Cort Nielsen | EF       | 3h56'59" |
| 2    | Giovanni Lonardi    | Eolo     | s.t.     |
| 3    | Alejandro Valverde  | Movistar | s.t.     |

| Pos. | Corridore           | Squadra  | Tempo    |
| ---- | ------------------- | -------- | -------- |
| 1    | Magnus Cort Nielsen | EF       | 3h56'49" |
| 2    | Giovanni Lonardi    | Eolo     | a 4"     |
| 3    | Alejandro Valverde  | Movistar | a 6"     |

### 2ª tappa
- 25 febbraio: Bertamiráns > Mirador de Ézaro – 177,6 km

Risultati
| Pos. | Corridore          | Squadra  | Tempo    |
| ---- | ------------------ | -------- | -------- |
| 1    | Michael Woods      | Israel   | 4h35'52" |
| 2    | Alejandro Valverde | Movistar | a 16"    |
| 3    | Rubén Fernández    | Cofidis  | a 37"    |

| Pos. | Corridore          | Squadra  | Tempo    |
| ---- | ------------------ | -------- | -------- |
| 1    | Michael Woods      | Israel   | 8h32'40" |
| 2    | Alejandro Valverde | Movistar | a 17"    |
| 3    | Rubén Fernández    | Cofidis  | a 42"    |

### 3ª tappa
- 26 febbraio: Maceda > Luintra – 148,4 km

Risultati
| Pos. | Corridore          | Squadra  | Tempo    |
| ---- | ------------------ | -------- | -------- |
| 1    | Alejandro Valverde | Movistar | 3h42'42" |
| 2    | Michael Woods      | Israel   | s.t.     |
| 3    | Iván Sosa          | Movistar | s.t.     |

| Pos. | Corridore          | Squadra  | Tempo     |
| ---- | ------------------ | -------- | --------- |
| 1    | Michael Woods      | Israel   | 12h15'16" |
| 2    | Alejandro Valverde | Movistar | a 10"     |
| 3    | Iván Sosa          | Movistar | a 50"     |

### 4ª tappa
- 27 febbraio: Sarria > Sarria – Cronometro individuale – 15,8 km

Risultati
| Pos. | Corridore          | Squadra  | Tempo  |
| ---- | ------------------ | -------- | ------ |
| 1    | Mark Padun         | EF       | 20'19" |
| 2    | Jesús Herrada      | Cofidis  | a 5"   |
| 3    | Alejandro Valverde | Movistar | a 10"  |

| Pos. | Corridore          | Squadra  | Tempo     |
| ---- | ------------------ | -------- | --------- |
| 1    | Alejandro Valverde | Movistar | 12h35'55" |
| 2    | Michael Woods      | Israel   | a 7"      |
| 3    | Mark Padun         | EF       | a 1'49"   |

## Evoluzione delle classifiche
| Tappa              | Vincitore           | Classifica generale Maglia gialla | Classifica a punti Maglia viola | Classifica scalatori Maglia blu | Classifica giovani Maglia bianca | Classifica a squadre |
| ------------------ | ------------------- | --------------------------------- | ------------------------------- | ------------------------------- | -------------------------------- | -------------------- |
| 1ª                 | Magnus Cort Nielsen | Magnus Cort Nielsen               | Magnus Cort Nielsen             | Jon Barrenetxea                 | Jon Barrenetxea                  | Movistar Team        |
| 2ª                 | Michael Woods       | Michael Woods                     | Antonio Angulo                  | Jon Barrenetxea                 | Filippo Zana                     | Israel-Premier Tech  |
| 3ª                 | Alejandro Valverde  | Michael Woods                     | Alejandro Valverde              | Iván Sosa                       | Igor Arrieta                     | Movistar Team        |
| 4ª                 | Mark Padun          | Alejandro Valverde                | Alejandro Valverde              | Iván Sosa                       | Igor Arrieta                     | Movistar Team        |
| Classifiche finali | Classifiche finali  | Alejandro Valverde                | Alejandro Valverde              | Iván Sosa                       | Igor Arrieta                     | Movistar Team        |

Maglie indossate da altri ciclisti in caso di due o più maglie vinte
- Nella 2ª tappa Giovanni Lonardi ha indossato la maglia viola al posto di Magnus Cort Nielsen.
- Nella 2ª tappa Erik Fetter ha indossato la maglia bianca al posto di Jon Barrenetxea.

## Classifiche finali

### Classifica generale - Maglia gialla
| Pos. | Corridore          | Squadra  | Tempo     |
| ---- | ------------------ | -------- | --------- |
| 1    | Alejandro Valverde | Movistar | 12h35'55" |
| 2    | Michael Woods      | Israel   | a 10"     |
| 3    | Mark Padun         | EF       | a 1'49"   |
| 4    | Rubén Fernández    | Cofidis  | a 1'55"   |
| 5    | Iván Sosa          | Movistar | a 1'57"   |
| 6    | Ion Izagirre       | Cofidis  | a 2'11"   |
| 7    | Igor Arrieta       | Kern     | a 2'35"   |
| 8    | Urko Berrade       | Kern     | a 2'54"   |
| 9    | Jesús Herrada      | Cofidis  | a 3'01"   |
| 10   | Jakob Fuglsang     | Israel   | a 3'04"   |

### Classifica a punti - Maglia viola
| Pos. | Corridore          | Squadra   | Punti |
| ---- | ------------------ | --------- | ----- |
| 1    | Alejandro Valverde | Movistar  | 119   |
| 2    | Michael Woods      | Israel    | 77    |
| 3    | Antonio Angulo     | Euskaltel | 77    |
| 4    | Rubén Fernández    | Cofidis   | 56    |
| 5    | Óscar Cabedo       | Burgos    | 49    |

### Classifica scalatori - Maglia blu
| Pos. | Corridore          | Squadra    | Punti |
| ---- | ------------------ | ---------- | ----- |
| 1    | Iván Sosa          | Movistar   | 20    |
| 2    | Michael Woods      | Israel     | 13    |
| 3    | Alejandro Valverde | Movistar   | 13    |
| 4    | Jon Barrenetxea    | Caja Rural | 8     |
| 5    | Simon Geschke      | Cofidis    | 5     |

### Classifica giovani - Maglia bianca
| Pos. | Corridore     | Squadra     | Tempo     |
| ---- | ------------- | ----------- | --------- |
| 1    | Igor Arrieta  | Kern        | 12h38'30" |
| 2    | Filippo Zana  | Bardiani    | a 51"     |
| 3    | Alex Molenaar | Burgos      | a 2'46"   |
| 4    | Ibon Ruiz     | Kern Pharma | a 9'49"   |
| 5    | Unai Iribar   | Euskaltel   | a 10'20"  |

### Classifica a squadre
| Pos. | Squadra                | Tempo     |
| ---- | ---------------------- | --------- |
| 1    | Movistar Team          | 37h53'08" |
| 2    | Cofidis                | a 1'22"   |
| 3    | Israel-Premier Tech    | a 4'31"   |
| 4    | Equipo Kern Pharma     | a 7'33"   |
| 5    | Caja Rural-Seguros RGA | a 16'11"  |